# Sun Television
A Sun Television Co. (株式会社サンテレビジョン; Hepburn: Kabushiki-gaisha San Terebijon, ’SUN, SUN-TV’) kóbei székhelyű japán kereskedelmi televízióadó, a független televízióadók japán szövetségének (JAITS) tagja. A vállalatot 1968. március 8-án alapították, a műsorszórást 1969. május 1-jén kezdte meg.

## Irodái

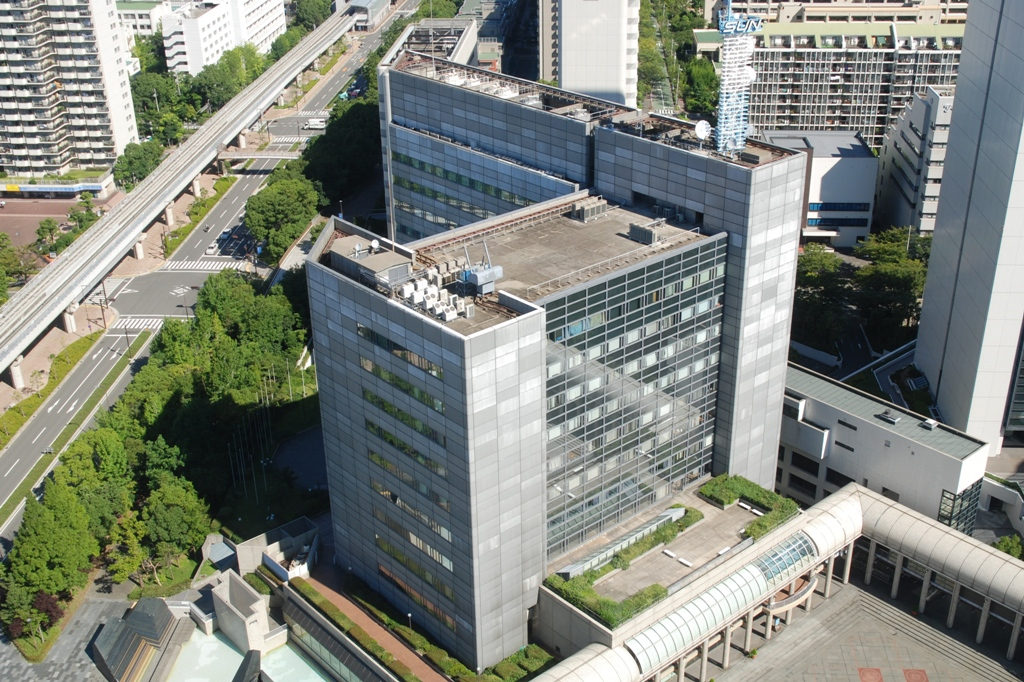
A Sun Television székhelye a Kobe International Conference Centerben

- Székhely - Japán, Hjógo prefektúra, Kóbe, Csúó-ku, Minatodzsima-Nakamacsi rokucsóme 9-1, Kobe International Conference Center
- Himedzsi fiókiroda - Japán, Hjógo prefektúra, Himedzsi, Tojozavacsó 78, Kobe Shimbun Building
- Tadzsimi fiókiroda - Japán, Hjógo prefektúra, Tojooka, Kotobukicsó 7-23, Kobe Shimbun Tajima Office
- Tambai fiókiroda - Japán, Hjógo prefektúra, Tamba, Kaibaracsó-Kominami 48-1, Kobe Shimbun Tamba Office
- Avadzsi fiókiroda - Japán, Hjógo prefektúra, Szumoto, Szakaemacsi nicsóme 2-8, Kobe Shimbun Awaji Office
- Oszakai fiókiroda - Japán, Oszaka, Nisi-ku, Edobori itcsóme 10-8, Teijin Shokusan Building
- Okajamai fiókiroda - Japán, Okajama prefektúra, Kurasiki, Kodzsima-Akaszaki itcsóme 19-43-206, Teijin Shokusan Building
- Tokiói fiókiroda - Japán, Tokió, Csúó-ku, Ginza rokucsóme 7-18, Deim Ginza Building
- Nagojai fiókiroda - Japán, Nagoja, Naka-ku, Marunoucsi szancsóme 17-25, Yamashita Building
- Kjúsúi fiókiroda - Japán, Fukuoka, Csúó-ku, Daimjo nicsóme 2-41-207

## Televízióadó
JOUH-TV - SUN-TV Analog
- Maja-hegy, Tacuno, Fukuszaki - 36. csatorna
- Nada - 62. csatorna
- Kita-Hansin - 42. csatorna
- Himedzsi, Ako, Kinoszaki, Vadajama - 56. csatorna
- Tamba, Kaszumi - 39. csatorna
- Szaszajama - 41. csatorna

JOUH-DTV - SUN Digital TV
- Távirányító 3-as gomb
- Maja-hegy, Kita-Hansin, Hokutan-Tarumi, Himedzsi, Tacuno, Ako, Kaszumi, Kinoszaki, Vadajama - 26. csatorna
- Icsidzsima - 29. csatorna
- Joka, Hidaka, Jamaszaki és Szajo - 18. csatorna

## Műsorai
- Sun-TV Box Seat (サンテレビボックス席?) - a Hanshin Tigers és az Orix Buffaloes baseballcsapatok mérkőzéseinek közvetítése

## Rivális műsorszórók a Kanszai régióban

### Rádió és televízió
- NHK Kobe Broadcasting Station (NHK神戸放送局)
- NHK Osaka Broadcasting Station (NHK大阪放送局)
- Mainichi Broadcasting System, Inc. (MBS, 毎日放送)
- Asahi Broadcasting Corporation (ABC, 朝日放送)
- Kyoto Broadcasting System Co., Ltd. (KBS, 京都放送)

### Kizárólag rádió
- Osaka Broadcasting Corporation (OBC, Radio Osaka (ラジオ大阪))
- Radio Kansai (Kóbe)
- FM Osaka (Oszaka)
- FM802 (Oszaka)
- FM Cocolo (Oszaka)
- Alpha Station (Kiotó)
- E-Radio (Siga)

### Kizárólag televízió
- TV Osaka (TVO, テレビ大阪)
- Kansai Telecasting Corporation (KTV, 関西テレビ)
- Yomiuri Telecasting Corporation (ytv, 読売テレビ)
- Nara TV (TVN, 奈良テレビ)
- TV Wakayama (WTV, テレビ和歌山)
- Biwako Broadcasting (BBC, びわ湖放送)